# Горења Подгора
Горења Подгора (словен. Gorenja Podgora) је насељено место у општини Чрномељ, регија Југоисточне Словеније, Словенија.

## Историја
До територијалне реорганизације у Словенији била је у саставу старе општине Чрномељ.

## Становништво
У попису становништва из 2011. године, Горења Подгора је имала 21 становника.
| Број становника према пописима | Број становника према пописима | Број становника према пописима |
| ------------------------------ | ------------------------------ | ------------------------------ |
| 1991                           | 2002                           | 2011                           |
| 18                             | 21                             | 21                             |